# فانتوماس ضد سكوتلاند يارد (فلم)
فانتوماس ضد سكوتلاند يارد فيلم فرنسي إيطالي من إخراج أندري هونبال صدر سنة 1967.
فهو الفيلم الثالث والأخير من السلسلة الثلاثية للمخرج سبقه فيلم فانتوماس الغاضب سنة 1965، وقبلهما فيلم فانتوماس 1964.

## ملخص الفيلم
سيفرض فانتوماس ضريبة الحق في الحياة للأغنياء النبلاء والأشرار، فيترصد كل من المفتش جيـڤ، والصحفي فاندور وخطيبته هيلان، بفانتوماس للقبض عليه. فتدور أحداث القصة في اسكتلندا –المكان المفضل للأغنياء وملاك الأراضي- حيث يحاول فانتوماس حماية اللورد راشلي أحد مجرمي العقار، ولكنه هو نفسه يقع ضحية ألعوبة مخيفة من ألاعيب فانتوماس..